# Leitzweiler
Leitzweiler  là một đô thị thuộc huyện Birkenfeld, trong bang Rheinland-Pfalz, phía tây nước Đức. Đô thị Leitzweiler có diện tích 3,02 km², dân số thời điểm ngày 31 tháng 12 năm 2006 là 109 người.